# Американско дневно пауново око
Американско дневно пауново око (Vanessa virginiensis) са вид насекоми от семейство Многоцветници (Nymphalidae).

## Разпространение
Разпространени са в умерения пояс на Северна Америка, в местности с цъфтящи растения, най-често в планините.

## Описание
Пеперудите имат размах на крилете около 5 сантиметра.

## Хранене
Ларвите се хранят с различни сложноцветни, най-вече смин (Gnaphalium).